# ضياء الميرغني
ضياء الميرغني (21 يونيو 1952 -)، ممثل ومخرج ومؤلف مصري.

## عنه
اسمه بالكامل محمد ضيائي محمد الميرغني، حاصل على بكالوريوس فنون مسرحية، عمل في العديد من المسرحيات والمسلسلات التلفزيونية، نوع أدواره بين الشرير وبين الأدوار الكوميدية، كتب العديد من المسرحيات والسهرات الدرامية، ومارس الإخراج المسرحى. من الأفلام التي كتبها الومنجى، أبو خطوة.

## من أعماله
- أفراح ابليس الجزء الثاني (مسلسل) دور (عربي)
- الزيبق (2017)
- برد الشتا 2015
- البرنسيسة (2013)
- خيبر (2013)
- ألف سلامة مسلسل 2013
- حظ سعيد
- طيري يا طيارة
- البيت
- الإمام الغزالي
- بوبوس
- الحب كدة
- السفارة في العمارة (فيلم)
- حسن ومرقص
- العميل 1001
- مرجان أحمد مرجان
- سيد العاطفي
- حاحا وتفاحة
- الفلاحين
- شوادر
- الطاووس (1982)
- كراكون في الشارع
- نمس بوند
- رمضان مبروك أبو العلمين حمودة
- بلطية العايمة
- رامي الاعتصامي
- أمير البحار
- حبيب الروح (مسلسل)
- فول الصين العظيم
- أنا بضيع يا وديع
- العجوز والبلطجي
- قبضة الهلالي
- الهاربان
- زهايمر

## روابط خارجية
- ضياء الميرغني على موقع IMDb (الإنجليزية)
- ضياء الميرغني على موقع الدهليز
- ضياء الميرغني على موقع قاعدة بيانات الأفلام العربية
- ضياء الميرغني على موقع قاعدة بيانات الفيلم (الإنجليزية)